# Pelusios niger
Espèce
Synonymes
- Sternotherus niger Duméril & Bibron, 1835
- Sternothaerus oxyrhinus Boulenger, 1897
- Sternothaerus heinrothi Kanberg, 1924

Pelusios niger est une espèce de tortue de la famille des Pelomedusidae.

## Répartition
Cette espèce se rencontre en Guinée équatoriale, au Gabon, au Cameroun et au Nigeria.

## Publication originale
- Duméril & Bibron, 1835 : Erpétologie Générale ou Histoire Naturelle Complète des Reptiles, vol. 2. Librairie Encyclopédique de Roret, Paris, p. 1-680 (texte intégral).